# Wave Hill
Wave Hill és un jardí botànic de la ciutat de New York als Estats Units, situat al borough del Bronx.
Wave Hill fa 113000 m².
És considerat com el petit paradís del Bronx, amb una vista admirable sobre el riu Hudson, Palissades Park i Nova Jersey.
El parc de Riverdale és adjacent a Wave Hill, parc reconegut pels seus passeigs al llarg de l'Hudson.

## Història
Wave Hill va ser construït el 1843 pel jurista William Lewis Morris.
De 1866 a 1903, la propietat ha pertangut a William Henry Appleton, qui amplia la casa i va fer construir el primer jardí i els hivernacles.
El 1903, George W Perkins va comprar la finca i va afegir-hi nous hivernacles, una piscina, les terrasses i el que esdevindrà "The Ecology Building". Va fer plantar arbres rars i va afegir jardins (jardins dissenyats per Albert Millard, cèlebre paisatgista austríac)
El 1960, la família Perkins va oferir Wave Hill a la ciutat de New York, i el 1965 va ser creat "The Wave Hill Inc" una societat sense ànims lucratius per administrar Wave Hill.

## Present
Wave Hill està constituït de 4 Cases històriques i 5 hivernacles.
Els jardins de Wave Hill contenen:
- El jardí Floral
- El Conservatori
- El Pèrgola (amb una vista extraordinària sobre el riu Hudson)
- El jardí Salvatge
- El jardí Aquàtic
- Alpine House (Un hivernacle amb pedres i plantes de muntanya)
- Woodland (un bosc de 40.000 m²)
- El Marco Polo Conservatoire

Hi ha sovint exposicions de flors o d'arbres.
S'hi oferenxen concerts a l'Armor Hall, els diumenges als vespres.

## Convidats cèlebres
Durant tota la seva història, homes cèlebres han viscut o s'han quedat a Wave Hill:
- Thomas Henry Huxley
- Charles Darwin
- La família de Theodore Roosevelt (durant les vacances d'estiu als anys 1870)
- Mark Twain (als anys 1900)
- Arturo Toscanini (als anys 1942)

## Anècdotes
Es diu que la família Rockefeller hauria comprat el bosc (a l'estat del New Jersey) davant Wave Hill i l'hauria donat a New Jersey amb l'única condició que el bosc continuï sent salvatge i que cap construcció no destrueixi la vista des de Wave Hill.